# La Vallée
La Vallée és un municipi francès situat al departament del Charente Marítim i a la regió de la Nova Aquitània. L'any 2007 tenia 674 habitants.

## Demografia

### Població
El 2007 la població de fet de La Vallée era de 674 persones. Hi havia 268 famílies de les quals 56 eren unipersonals (24 homes vivint sols i 32 dones vivint soles), 96 parelles sense fills, 96 parelles amb fills i 20 famílies monoparentals amb fills.
La població ha evolucionat segons el següent gràfic:
Habitants censats

### Habitatges
El 2007 hi havia 303 habitatges, 266 eren l'habitatge principal de la família, 18 eren segones residències i 19 estaven desocupats. 296 eren cases i 3 eren apartaments. Dels 266 habitatges principals, 223 estaven ocupats pels seus propietaris, 37 estaven llogats i ocupats pels llogaters i 6 estaven cedits a títol gratuït; 3 tenien una cambra, 5 en tenien dues, 30 en tenien tres, 78 en tenien quatre i 150 en tenien cinc o més. 222 habitatges disposaven pel capbaix d'una plaça de pàrquing. A 103 habitatges hi havia un automòbil i a 143 n'hi havia dos o més.

### Piràmide de població
La piràmide de població per edats i sexe el 2009 era:
| Homes | Edats   | Dones |
| ----- | ------- | ----- |
| 0     | 95 o +  | 0     |
| 0     | 90 a 94 | 0     |
| 12    | 85 a 89 | 12    |
| 8     | 80 a 84 | 4     |
| 12    | 75 a 79 | 16    |
| 16    | 70 a 74 | 12    |
| 16    | 65 a 69 | 28    |
| 8     | 60 a 64 | 4     |
| 4     | 55 a 59 | 16    |
| 28    | 50 a 54 | 24    |
| 28    | 45 a 49 | 16    |
| 28    | 40 a 44 | 32    |
| 20    | 35 a 39 | 28    |
| 40    | 30 a 34 | 28    |
| 12    | 25 a 29 | 28    |
| 8     | 20 a 24 | 8     |
| 24    | 15 a 19 | 28    |
| 36    | 10 a 14 | 20    |
| 32    | 5 a 9   | 16    |
| 16    | 0 a 4   | 16    |

## Economia
El 2007 la població en edat de treballar era de 444 persones, 324 eren actives i 120 eren inactives. De les 324 persones actives 288 estaven ocupades (161 homes i 127 dones) i 36 estaven aturades (15 homes i 21 dones). De les 120 persones inactives 51 estaven jubilades, 37 estaven estudiant i 32 estaven classificades com a «altres inactius».

### Ingressos
El 2009 a La Vallée hi havia 275 unitats fiscals que integraven 710,5 persones, la mediana anual d'ingressos fiscals per persona era de 15.680 €.

### Activitats econòmiques
Dels 23 establiments que hi havia el 2007, 1 era d'una empresa extractiva, 2 d'empreses de fabricació d'altres productes industrials, 5 d'empreses de construcció, 5 d'empreses de comerç i reparació d'automòbils, 1 d'una empresa de transport, 2 d'empreses immobiliàries, 5 d'empreses de serveis, 1 d'una entitat de l'administració pública i 1 d'una empresa classificada com a «altres activitats de serveis».
Dels 7 establiments de servei als particulars que hi havia el 2009, 2 eren tallers de reparació d'automòbils i de material agrícola, 1 paleta, 1 guixaire pintor, 1 fusteria i 2 lampisteries.
L'únic establiment comercial que hi havia el 2009 era una botiga de menys de 120 m².
L'any 2000 a La Vallée hi havia 38 explotacions agrícoles que ocupaven un total de 2.205 hectàrees.

## Equipaments sanitaris i escolars
El 2009 hi havia una escola elemental integrada dins d'un grup escolar amb les comunes properes formant una escola dispersa.

## Poblacions més properes
El següent diagrama mostra les poblacions més properes.